# Corycium crispum
Corycium crispum là một loài thực vật có hoa trong họ Lan. Loài này được (Thunb.) Sw. mô tả khoa học đầu tiên năm 1800.